# Інженер програмного забезпечення

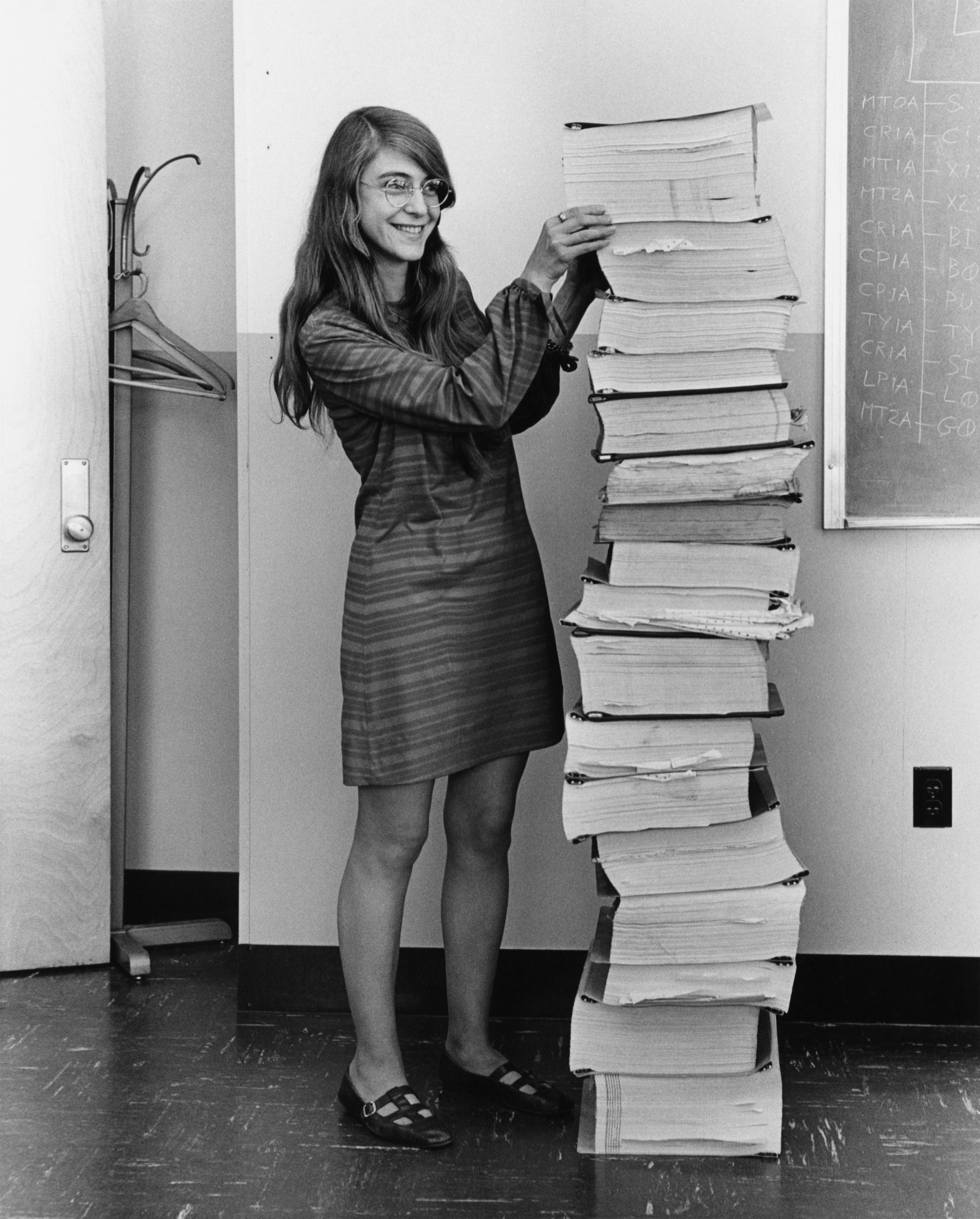
Маргарет Гамільтон, яка придумала та популяризувала термін "Програмна інженерія" з кодом, який її команда створила для проекту Аполлон 11.

Програмний інженер, інженер-програміст (англ. software engineer) —  інженер що застосовує принципи програмної інженерії до проектування, розробки, тестування та оцінки програмного забезпечення та комп'ютерних систем.